# 피놀라 휴스
피놀라 휴스(Finola Hughes, 1959년 10월 29일 ~ )는 잉글랜드의 배우이다.

## 출연 작품
- 플래티넘 댄스 무비 (2014)
- 러브 드라이브 (2011, Driving by Braille)
- 올스타 슈퍼맨 (2011)
- 라이크 크레이지 (2011)
- 스페셜 OPS (2010)
- 디삼드 (2010)
- 킬러 헤어 (2009)
- 희망과 신념 (2003)
- 인트리피드 (2000)
- 포카혼타스 2 (1998)
- 타이쿠스 (1998)
- 크라잉 차일드 (1996)
- 다크 사이드 오브 지니어스 (1994)
- 서스피션 (1994)
- 질주 (1993)
- 넛트크래커 (1983)
- 스테잉 얼라이브 (1983)

### 텔레비전
- 참드 (1998)
- LA 로 (1986)